# Abbott und Costello als Legionäre
Abbott und Costello als Legionäre ist eine US-amerikanische Filmkomödie aus dem Jahr 1950 von Charles Lamont mit dem Komikerduo Abbott und Costello. Der Film wurde von Universal-International Pictures produziert.

## Handlung
In Brooklyn trainiert der Wrestler Abdullah (The Arabian Assassin) für sein Match gegen Bertram (The Magnificent). Er beklagt sich, dass seine Manager Bud Jones und Lou Hotchkiss von ihm verlangen, den Kampf zu verlieren. Abdullah hat als nordafrikanischer Meister noch keinen Kampf verloren. Bud versichert ihm, dass er nur diesen einen Kampf verlieren soll, doch Abdullah kündigt den Vertrag und reist zurück in seine Heimat Algerien. Bud und Lou haben sich vom Gangsterboss Frankie 5.000 Dollar geliehen, um Abdullah in die USA zu holen, darum reisen sie ihm nach, um ihn zurückzuholen.
Abdullah ist der Cousin von Scheich Hamud, der versucht, eine Eisenbahngesellschaft zu erpressen. Hamuds Krieger halten Bud und Lou für Agenten der Gesellschaft und versuchen, sie zu töten. Lou bringt den Scheich noch weiter gegen sich auf, als er ihn bei einer Auktion für sechs Sklavinnen versehentlich überbietet. Auf der Flucht vor Hamud treten Bud und Lou unabsichtlich in die Fremdenlegion ein. Deren Kommandant, Sergeant Axmann, ist ein Verräter, der heimlich für den Scheich arbeitet.
Bud und Lou werden nach Algier geschickt, um sich dort mit der Geheimagentin Nicole Dupre zu treffen. Axmann lässt Hinterhalte legen, doch die beiden kommen unversehrt in Algier an. Bud und Lou informieren Nicole, dass Axmann ein Verräter sei, doch sie benötigt stichhaltige Beweise. Die beiden durchsuchen Axmanns Quartier, der sie dabei jedoch ertappt und sie als Unterstützung zu einem belagerten Außenposten schickt.
Als Bud und Lou ihren Posten verlassen und ein vermisstes Kamel suchen, entgehen sie so einem Angriff von Hamuds Männern. Allerdings werden sie in einer Oase von Hamuds Männern gefangen genommen. Im Lager des Scheichs treffen sie auf Nicole, die ihrerseits von Axmann gefangen genommen wurde. Hamud befiehlt Abdullah, Bud und Lou bei einem Wrestlingmatch zu töten, doch Abdullah will den beiden zur Flucht verhelfen, wenn sie ihn wieder mit nach Brooklyn mitnehmen. So kann Abdullah einer Hochzeit mit Hamuds hässlicher Tochter entgehen.
Mit Abdullahs Hilfe gelingt die Flucht von Bud, Lou und Nicole. Die Verfolger werden in ein verlassenes Fort der Fremdenlegion gelockt. Das Fort wird gesprengt, Bud und Lou erhalten Orden und werden ehrenhaft aus der Legion entlassen.

## Produktion
Gedreht wurde von Ende April bis Ende Mai 1950 in den Universal-Studios in Universal City.

## Stab und Besetzung
Bernard Herzbrun und Eric Orbom waren die Art Directors, Russell A. Gausman und Ray L. Jefferson die Szenenbildner. Leslie I. Carey und Robert Pritchard waren für den Ton verantwortlich, Bud Westmore für das Make-up.
In kleinen nicht im Abspann erwähnten Nebenrollen traten Ann Robinson, Dan Seymour und Harry Wilson auf.
In der Originalfassung sind die Stimmen von Jeff Chandler als Erzähler und Candy Candido als Sprecher eines Skeletts zu hören.

## Synchronisation
Die deutsche Synchronfassung wurde von der Berliner Synchron GmbH Wenzel Lüdecke erstellt. Das Dialogbuch schrieb Theodor Mühlen, Dialogregie führte Bruno Hartwich.
| Rolle         | Schauspieler       | Deutscher Synchronsprecher |
| ------------- | ------------------ | -------------------------- |
| Bud Jones     | Bud Abbott         | Wolfgang Eichberger        |
| Lou Hotchkiss | Lou Costello       | Clemens Hasse              |
| Nicole Dupre  | Patricia Medina    | Inge Landgut               |
| Sgt. Axmann   | Walter Slezak      | Werner Peters              |
| Scheich Hamud | Douglass Dumbrille | Alfred Balthoff            |

## Veröffentlichung
Die Premiere des Films fand am 5. August 1950 statt. In der Bundesrepublik Deutschland kam er am 18. Oktober 1957 in die Kinos.

## Kritiken
Das Lexikon des internationalen Films schrieb: „Mäßig unterhaltsamer Spaß des Komikergespanns, stellenweise wenig geschmackvoll.“
Der TV Guide befand, der Film sei nur etwas für Kinder und Enthusiasten.